# Magistraatwijk
De Magistraatwijk ligt in Middelburg. De wijk heeft 7600 inwoners (2007). Dit aantal is inclusief de wijken Reijershove, Erasmuswijk en Veldzigt.
De wijk is gebouwd in de jaren zestig en zeventig. De straatnamen in de wijk zijn gebaseerd op bestuursfuncties ten tijde van de Republiek der Verenigde Nederlanden en bekende Middelburgse regenten. Het activiteitencentrum voor de wijk is "Het Palet". De belangrijkste groenvoorziening is het park "het Meiveld". Nadat de wijk in de jaren tachtig en negentig aan uitstraling inboette is vanaf 2000 het hart van de wijk onder handen genomen door de sloop van enkele flats en de bouw van nieuwe scholen en een winkelcentrum.
Samen met de later gebouwde wijken Reijershove, Veldzigt en de Erasmuswijk vormt de Magistraatwijk het gebied Middelburg-Zuid.